# Asperula idaea
Asperula idaea là một loài thực vật có hoa trong họ Thiến thảo. Loài này được Halácsy mô tả khoa học đầu tiên năm 1901.